# Castillo de Albufeira
El Castillo de Albufeira, en el Algarve, se encuentra en la ciudad, parroquia y municipio del mismo nombre, distrito de Faro,  en Portugal .

## Historia

### Antecedentes
Aunque no hay información fiable sobre la primitiva ocupación humana de este sitio, se cree que este tramo de costa ya estaba ocupado desde la prehistoria por poblaciones vinculadas a la recolección y la pesca. Su puerto habría proporcionado la formación de un asentamiento de cierta importancia, que en la época de la conquista musulmana de la península ibérica se llamaba Baltum. Su población, junto con la actividad pesquera, habría desarrollado la agricultura y el comercio, aportando un progreso económico del que son testimonio los restos de acueductos, puentes y carreteras.
En la época de la invasión musulmana de la península ibérica, a partir del siglo VIII, habría sido fortificada, como atestigua su topónimo árabe al-Buhera con el significado de «Castillo del Mar». Otros autores atribuyen a la palabra el significado de "laguna", entonces existente en la parte baja, que defendería en el lado terrestre la península en la que se encuentra el asentamiento.
La laguna  islámica era un asentamiento amurallado en la cima de la escarpadura rocosa, que corresponde al actual centro histórico, dominado por un castillo. La eficacia de esta defensa se atestigua por el hecho de que fue uno de los núcleos que permaneció en su dominio más tiempo.

### El castillo medieval
En la época de la reconquista cristiana de la península, tras la conquista de Faro, la villa de "Al-buhera" fue finalmente conquistada en 1250 por las fuerzas de Afonso III de Portugal (1248-1279), siendo el castillo y sus dominios donados por el soberano a los Caballeros de la Orden de Avis, en la persona de su Maestro, D. Martinho Fernandes (1 de marzo de 1250).
Aunque no hay información disponible, es posible que sus defensas hayan sido restauradas desde entonces. Es cierto que el asentamiento se desarrolló en los siglos siguientes, ya que en la época de Manuel I de Portugal (1495-1521), recibió una carta (20 de agosto de 1504). Aunque tampoco hay información, sus defensas deben haberse fortalecido en ese período.

### Desde el siglo XVIII hasta la actualidad
Situado en un acantilado, el pueblo siempre ha sido golpeado por desastres naturales. Fue particularmente castigado por el  terremoto de 1755, cuyo consecuente tsunami golpeó la costa en ese tramo con olas de más de diez metros de altura, destruyendo todo a su paso. En el pueblo sólo quedaban 27 casas en pie. La Iglesia Madre, en la que se había refugiado parte de la población, se derrumbó, causando 227 víctimas. Aunque se iniciaron inmediatamente los trabajos para reparar los daños, la región siguió siendo sacudida por terremotos hasta agosto del año siguiente.
En 1833, durante la  guerra civil portuguesa (1828-1834), la aldea fue rodeada y tomada por las fuerzas de José Joaquim de Sousa Reis, el Remexido, un capitán guerrillero miguelista, causando grandes daños materiales. La pelea tuvo un saldo de unos 27 muertos entre ambos bandos.
Entre los  siglos XIX y XX, el pueblo experimentó brotes de crecimiento y depresión económica. Modernamente, gracias al turismo, se produjo una expresiva oleada de progreso. Poco queda, sin embargo, de las antiguas murallas medievales del pueblo, que no pudieron resistir el progreso urbano, demolidas en los años 60 cuando se construyó el Hotel Sol e Mar. Estos restos no están clasificados ni en proceso de clasificación por el poder público portugués.

## Características
El castillo medieval tenía una planta cuadrangular, con una torre en cada vértice. Este perímetro fortificado correspondería a la ciudadela musulmana. Se accedió al asentamiento por tres puertas:
- la llamada "Puerta Cuadrada" o "Puerta Oeste", que era la puerta principal en la época de la actual Plaza de la República;
- la "Puerta del Mar" o "Puerta de la Playa", en el Norte, donde hay una sección de esta pared, en la actual calle Joaquim Pedro Samora; y
- la Porta de Sant'Ana, llamada así por dar acceso a la Capilla de Sant'Ana, desaparecida con el terremoto de 1755, situada un poco más abajo, en el lado derecho del actual Puesto de la Guardia Fiscal. En el siglo XVIII el culto a Santa Ana comenzó a celebrarse en otro templo, bajo la misma advocación.[1]

La llamada Torre del Reloj, que actualmente está integrada en el edificio de la Santa Casa de la Misericordia, en la calle Bernardino de Sousa, fue originalmente una de las torres musulmanas que defendían la Puerta Cuadrada, donde funcionaba la antigua cárcel. Está en la pared del castillo junto a la antigua puerta de la Plaza de armas. En el siglo XIX fue dotado con una corona de hierro que soporta la campana de las horas.